# Wiaczesław Browkin
Wiaczesław Władimirowicz Browkin (ros. Вячеслав Владимирович Бровкин; ur. 22 września 1925 w Moskwie, zm. 24 stycznia 2016) – radziecki i rosyjski reżyser teatralny, scenarzysta i aktor; Zasłużony Działacz Sztuk RFSRR (20 grudnia 1982).
Był absolwentem fakultetu reżyserskiego GITIS w 1955 (kurs Marii Knebel i Aleksieja Popowa). Był reżyserem i głównym reżyserem w teatrach Białoruskim w Mińsku i Moskiewskim na Małej Bronnej.
Od 1966 był reżyserem Głównej Redakcji Programów Literacko-Dramatycznych Telewizji Centralnej.
Pochowany na Cmentarzu Dońskim w Moskwie.